# Out of the Night (film 1914)
Out of the Night è un cortometraggio muto del 1914 diretto da Walter Edwards.

## Produzione
Il film fu prodotto dalla New York Motion Picture Corporation.

## Distribuzione
Distribuito dalla Mutual Film, il film - un cortometraggio in due bobine - uscì nelle sale cinematografiche statunitensi il 30 aprile 1914.